# Illustrierter Film-Kurier (1929–1956)
Der Illustrierte Film-Kurier war eine österreichische Wochenzeitung, für die nachgewiesen wurde, dass sie mindestens zwischen 1934 (ab der Ausgabe Nummer 832) und 1936 (bis zur Ausgabe Nummer 1592) in Wien erschien. Sie war eine selbständige Beilage zur Österreichischen Film-Zeitung. Die Zeitschrift war zeitweise auch in Berlin erhältlich.